# Jawor (Leśnica)
Jawor – przysiółek wsi Leśnica w Polsce położony w województwie świętokrzyskim, w powiecie jędrzejowskim, w gminie Małogoszcz.

W latach 1975–1998 przysiółek administracyjnie należał do województwa kieleckiego.